# Loxaspilates diluta
Loxaspilates diluta là một loài bướm đêm trong họ Geometridae.